# Sigismund van Habsburg-Lotharingen

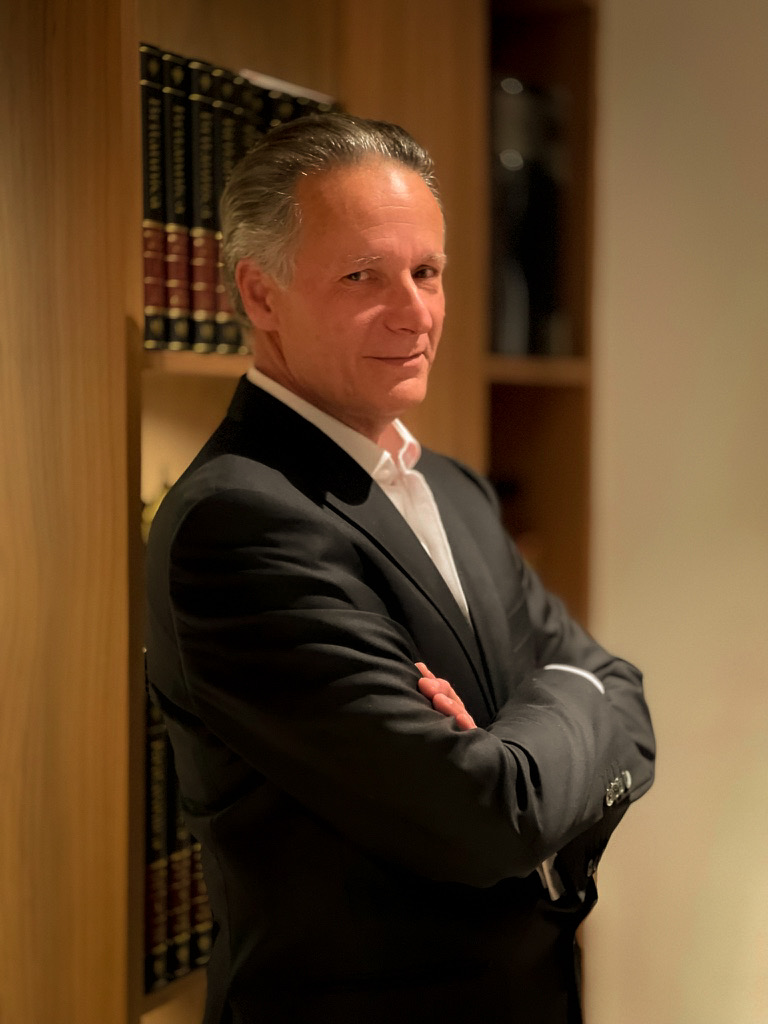
Sigismund van Habsburg-Lotharingen

Sigismund Otto Maria Josef Gottfried Henrich Erik Leopold Ferdinand von Habsburg-Lothringen, titulair groothertog van Toscane, aartshertog en keizerlijk prins van Oostenrijk, koninklijk prins van Hongarije en Bohemen BSc (Lausanne, 21 april 1966) is een Italiaans-Duits aristocraat. In het Italiaans is zijn naam Sigismondo d'Asburgo Lorena, Granduca di Toscana.
Sigismund is de zoon van Leopold Frans van Habsburg-Lotharingen, titulair groothertog van Toscane, aartshertog en keizerlijk prins van Oostenrijk, koninklijk prins van Hongarije en Bohemen, en Laetitia d'Arenberg. Sigismund meent als oudste achter-achter-kleinzoon van de laatste regerende groothertog van Toscane, Ferdinand IV aanspraken op de troon van Toscane te hebben. De familie heeft haar rechten op deze troon nooit opgegeven. Sigismund is als aartshertog ook een agnaat van het keizerlijk huis Habsburg-Lotharingen die tot 1918 over Oostenrijk-Hongarije (met grote delen van de Oost- en Zuidoost-Europa) regeerden.
Na de in 1866 ingegane vrijwillige ballingschap, is de Toscaanse groothertogelijke familie na de Tweede Wereldoorlog teruggekeerd. De familie bouwt opnieuw aan een maatschappelijke en economische positie in Toscane. Daarvoor zet de titulair groothertog onder andere zijn dynastieke orden in. De Italiaanse staat laat de burgers toe deze te accepteren en ze ook te dragen. Aartshertog Sigismund is ook actief op cultureel gebied.
Aartshertog Sigismund is grootmeester van de Heilige en Militaire Orde van Sint-Stefanus Paus en Martelaar en de Orde van Sint-Jozef.
De aanspraken van Sigismund op de niet meer bestaande Toscaanse troon worden door Italië en andere landen niet erkend. Politiek streeft Sigismund niet naar herstel van zijn rechten maar hij heeft zich wel in Toscane laten gelden als een beschermer van de identiteit en de tradities. Dat is mogelijk omdat zijn over-over-grootvader in 1860 dan wel in een volksstemming werd afgezet om Toscane bij Italië te voegen, maar niet impopulair was bij zijn onderdanen. De Habsburgers waren in de Tweede Wereldoorlog anti-fascistisch gezind. De Italiaanse regering maakt tegen het optreden van Sigismund als titulair groothertog van Toscane geen bezwaar.
Vader Leopold Frans is tweemaal gescheiden en driemaal gehuwd en dat maakt zijn positie binnen de strenge regels van de Habsburgse familie en de oude katholieke ridderorden erg moeilijk. Daarom deed Leopold Frans op 18 juni 1993 afstand van al zijn rechten op Toscane en daarmee ook op het grootmeesterschap van de Toscaanse dynastieke orden. Moeder Laetitia d'Arenberg was de geadopteerde dochter van Erik, de elfde hertog van Arenberg en werd geboren als "Laetitia de Belzunce". Dit dynastieke huwelijk werd als "ebenbürtig" erkend.
Sigismund heeft als bankier gewerkt en is gehuwd met de Schotse aristocrate Elyssa Edmonstone. Zij stamt uit een familie van lagere Schotse edelen waarvan het hoofd de titel baronet voert. Het paar heeft kinderen.
- aartshertog Leopold Amade van Habsburg-Toscane, grootprins (Italiaans: "Gran Principe"[5]) van Toscane (9 mei 2001)
- aartshertogin Tatyana van Habsburg-Toscane, prinses van Toscane, (3 maart 2003)
- aartshertog Maximilian van Habsburg-Toscane, prins van Toscane (27 mei 2004)

De familie is volgens krantenberichten rijk. Er zijn grote bezittingen in Toscane gebleven en zij bezit in Uruguay, waar Sigismund door zijn moeder werd opgevoed, landerijen.
De groothertog woont met vrouw en kinderen in Livingstone in Schotland.

## Voetnoten
1. ↑  Volledige titel volgens de eigen website: "Sua Altezza Imperiale e Reale Sigismondo Otto Maria Giuseppe Goffredo Enrico Erico Lepoldo Ferdinando, Gran Duca di Toscana, Arciduca di Austria, Principe Reale di Ongheria e Boemia,"
2. ↑  Zie zijn website
3. ↑  Zie: http://www.chivalricorders.org/royalty/habsburg/tuscany/stefgen.htm
4. ↑  Arenberg Genealogy
5. ↑  Zie http://www.granducato.org/genealogia-ita.html
6. ↑   (31 juli 1999). Remembering Tuscany: H.I.R.H. Sigismund of Austria and Elissa Edmonstone (Hello!).  Gearchiveerd van origineel op 18 september 2004. Geraadpleegd op 18 april 2011.